# Eudendrium biseriale
Eudendrium biseriale är en nässeldjursart som beskrevs av John Fraser 1935. Eudendrium biseriale ingår i släktet Eudendrium och familjen Eudendriidae. Inga underarter finns listade i Catalogue of Life.